# Herbert von Conrad
Herbert Otto Hermann von Conrad (* 21. Juli 1880 in Merseburg; † Februar 1946 im Speziallager Nr. 2 Buchenwald) war ein deutscher Verwaltungsbeamter und Rittergutsbesitzer.

Herbert von Conrad

## Leben

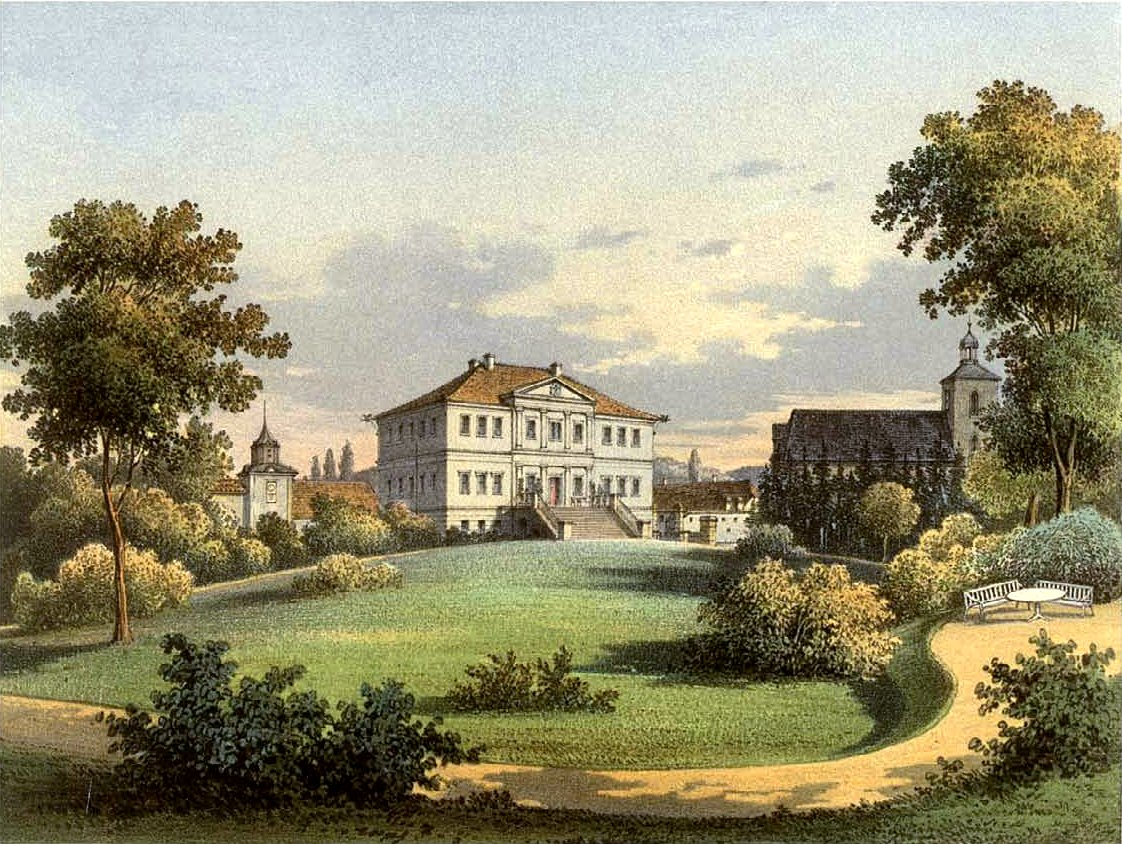
Schloss Wolmirstedt um 1865/66, Sammlung Alexander Duncker

Seine Eltern waren der Oberst a. D. Richard von Conrad (* 12. Dezember 1847) und dessen Ehefrau Armgard von Reden (* 3. April 1850).
Er studierte an der Georg-August-Universität Göttingen Rechtswissenschaft. 1899 wurde er Mitglied des Corps Saxonia Göttingen. Nach dem Studium und dem Referendariat trat er 1907 als Regierungsassessor in den preußischen Staatsdienst. 1914 wurde er zum Landrat des Landkreises Wolmirstedt ernannt. Im Ersten Weltkrieg war er von 1915 bis 1918 in der Zivilverwaltung des Generalgouvernements Warschau tätig. Er schied 1919 aus dem Staatsdienst aus und übernahm sein 600 Hektar großes Gut Lalkau in Westpreußen. Nachdem er im Juli 1923 des Gutes enteignet worden war, machte ihn sein Onkel Adalbert von Conrad zum Generalbevollmächtigten des Gutes Fronza in Westpreußen. 1932 erwarb er das Gut Wolmirstedt. Sein distanziertes Verhältnis zum Nationalsozialismus äußerte sich in kritischen Berichten über die deutsche Besatzungspolitik. Nachdem Wolmirstedt Bestandteil der Sowjetischen Besatzungszone geworden war, wurde er von den sowjetischen Truppen verhaftet und im Speziallager Nr. 2 Buchenwald inhaftiert, wo er im Februar 1946 verstarb. Herbert von Conrad war verheiratet mit Hildegard von Veltheim, einer Tochter von Werner von Veltheim. Von den vier Töchtern überlebten ihn drei. Neben Adalbert war Alfred von Conrad ein Onkel.